# Xestia decorata
Xestia decorata är en fjärilsart som beskrevs av Butler 1879. Xestia decorata ingår i släktet Xestia och familjen nattflyn. Inga underarter finns listade i Catalogue of Life.